# 小行星5722
小行星5722（英語：5722 Johnscherrer）是一颗围绕太阳公转的小行星。1986年5月2日，INAS在帕洛马山发现了此天体。
这颗小行星的绝对星等为141.7275156009207等。